# Requena de Campos
Requena de Campos è un comune spagnolo di 44 abitanti situato nella comunità autonoma di Castiglia e León.